# Малое Шастово
Малое Шастово — упразднённая деревня, располагавшаяся на территории городского округа Щёлково Московской области России. В настоящее время представляет собой садовое товарищество.

## География
Находилась в северо-восточной части области, в зоне хвойно-широколиственных лесов, к западу от автодороги 46К-7162, на расстоянии примерно 27 километров (по прямой) к северо-востоку от города Щёлково, административного центра округа.

### Климат
Климат характеризуется как умеренно континентальный, с умеренно холодной зимой и тёплым летом. Среднегодовая температура воздуха — +2,7 °C. Средняя температура воздуха самого холодного месяца (января) — −11,3 °C (абсолютный минимум — −48 °C), средняя температура самого тёплого (июля) — +17 °С (абсолютный максимум — +36 °C). Годовое количество атмосферных осадков — 630 мм, из которых около 70 % выпадает в период с апреля по октябрь.

## История
По данным 1926 года в деревне имелось 9 хозяйств и проживало 54 человек (31 мужчина и 23 женщины). Являлась частью Беседовского сельсовета Аксёновской волости Богородского уезда.